# Plácido Allende Plágaro
Plácido Allende y Plágaro (Menagaray, Álava, 5 de enero de 1861 - Bilbao, Vizcaya, 9 de marzo de 1911) fue un ingeniero de minas y político español.
Como político fue diputado en Cortes por el distrito de Marquina, circunscripción de Bilbao, de 1898 a 1899,, de 1899 a 1901 y de 1901 a 1903; y senador por la provincia de Vizcaya de 1904 a 1911.
Estudió Ingeniería de minas y tomó parte en la gestión de diferentes empresas:  Sociedad de Alambres del Cadagua, Unión Resinera Española, Compañía de Maderas El Esla, Sociedad de Centrales Eléctricas,  Teledinámica del Gállego, Sociedad Constructora de Obras Públicas, Compañía Explotadora de la Mina Demasía San Antonio, Compañía Minera Mutiloa,  y Banco de Vizcaya.
Dentro del sector ferroviario participó en la Compañía del ferrocarril eléctrico de San Sebastián a Hernani, en Tramways et Électricité de Bilbao y en la empresa constructora del Topo, ferrocarril de San Sebastián a Hendaya (Francia).
Su hermano José Allende Plágaro, igualmente nacido en Menagarai -Álava-, fue el impulsor del Club Deportivo de Bilbao, encargándo su construcción en 1908 al arquitecto Leonardo Rucabado.  Ambos hermanos, en 1907, cedieron al Obispado de Vitoria un solar en el Barrio de Indautxu para la construcción de una iglesia en el año 1911 y hoy -transformada- es conocida como la Iglesia del Carmen de Indautxu.